# علي صمدي أحدي
علي صمدي أحدي (بالألمانية: Ali Samadi Ahadi) (و. 1972  م) هو مخرج أفلام، وكاتب سيناريو، ومونتير ألماني، ولد في تبريز.

## جوائز
حصل على جوائز منها:

جائزة برلين للفنون ‏ (2013)

## وصلات خارجية
- علي صمدي أحدي على موقع IMDb (الإنجليزية)
- علي صمدي أحدي على موقع مونزينجر (الألمانية)
- علي صمدي أحدي على موقع ألو سيني (الفرنسية)
- علي صمدي أحدي على موقع ميوزك برينز (الإنجليزية)
- علي صمدي أحدي على موقع أول موفي (الإنجليزية)
- علي صمدي أحدي على موقع قاعدة بيانات الأفلام السويدية (السويدية)
- علي صمدي أحدي على موقع قاعدة بيانات الفيلم (الإنجليزية)
- علي صمدي أحدي على موقع كينوبويسك (الروسية)